# Synagogen på Sankt Thomas
Synagogen på Sankt Thomas er en jødisk historisk synagoge i Charlotte Amalie på Sankt Thomas på de Amerikanske Jomfruøer. Formelt hedder synagogen Beracha Veshalom Vegmiluth Hasidim. Den blev opført i 1833, mens øerne var i dansk besiddelse og ligger på adressen Krystalgade 16AB, hvilket er næsten samme adresse som Københavns Synagoge, der ligger på adressen Krystalgade 12. Synagogen på Sankt Thomas er udnævnt til amerikansk National Historic Landmark i 1997.
18°20′34″N 64°55′58″V / 18.34282°N 64.93267°V